# Psalidoprocne
Psalidoprocne és un dels gèneres d'ocells, de la família dels hirundínids (Hirundinidae).
Els seus membres estan àmpliament distribuïts per l'Àfrica subsahariana.
Aquestes orenetes són conegudes en anglès com a «saw wings» (ales de serra) perquè tenen la vora exterior de la ploma primària de l'ala rugosa.
L'última part del seu nom científic és una referència a la filla gran del rei Pandió d'Atenes, Procne, que es convertí en oreneta després d'enganyar el seu marit abusador.

## Taxonomia
Segons la classificació del Congrés Ornitològic Internacional (versió 13.2, 2022), aquest gènere conté 5 espècies:
- Psalidoprocne nitens - oreneta cuaquadrada.
- Psalidoprocne fuliginosa - oreneta bruna.
- Psalidoprocne albiceps - oreneta capblanca.
- Psalidoprocne pristoptera - oreneta negra.
- Psalidoprocne obscura - oreneta fanti.